# Oase

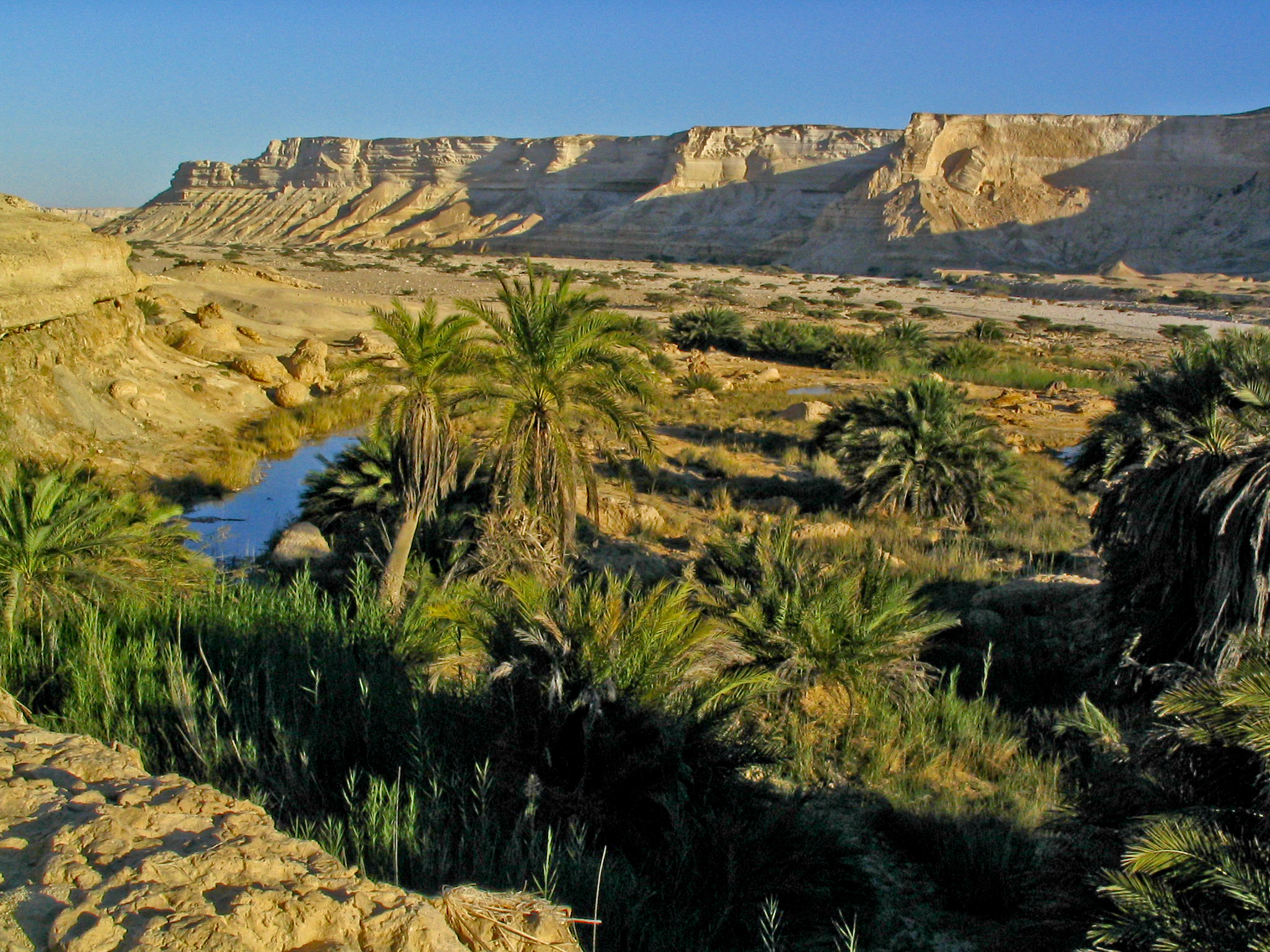
Oasenlandschaft in Oman

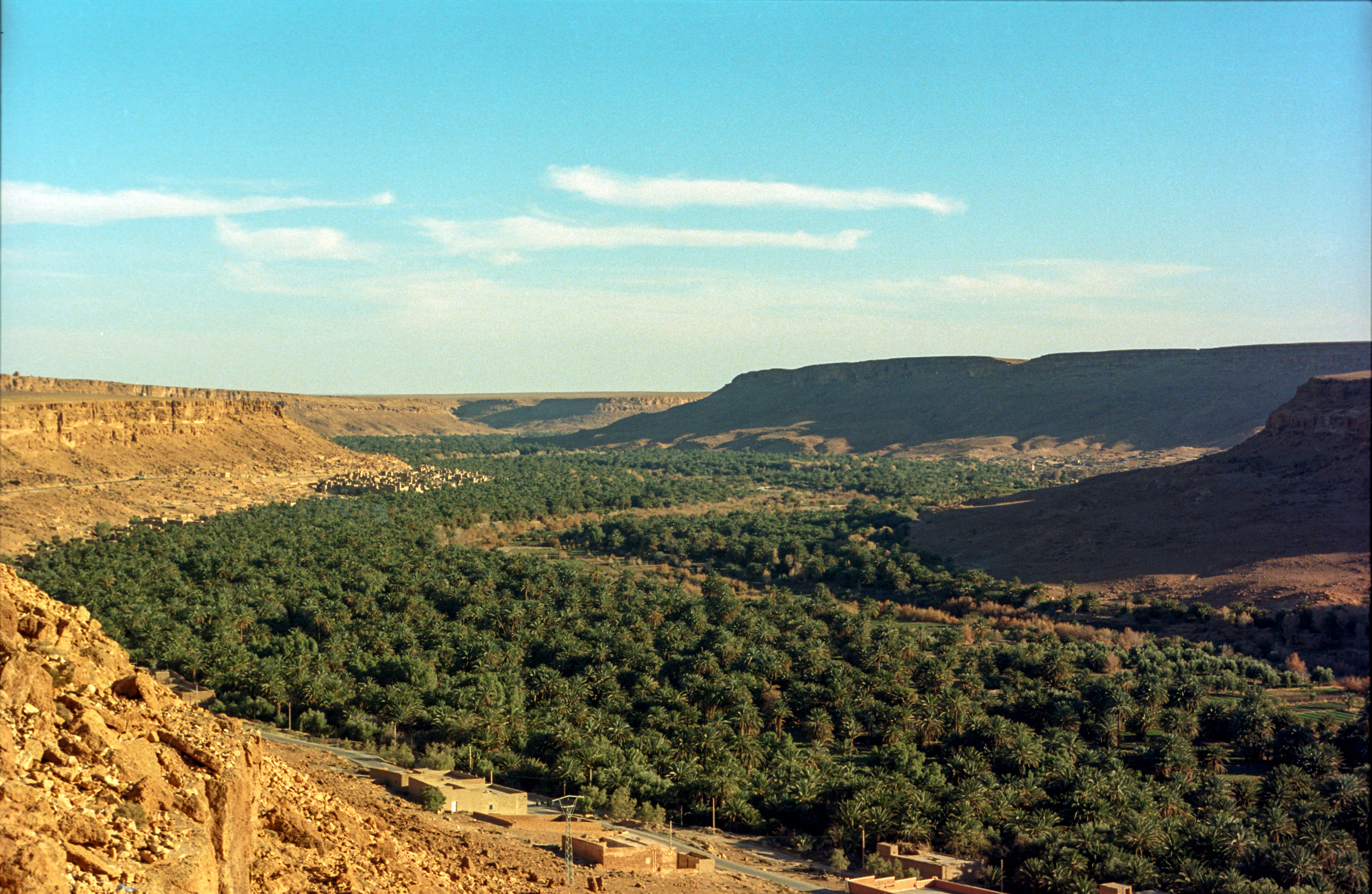
Oasenlandschaft in Marokko

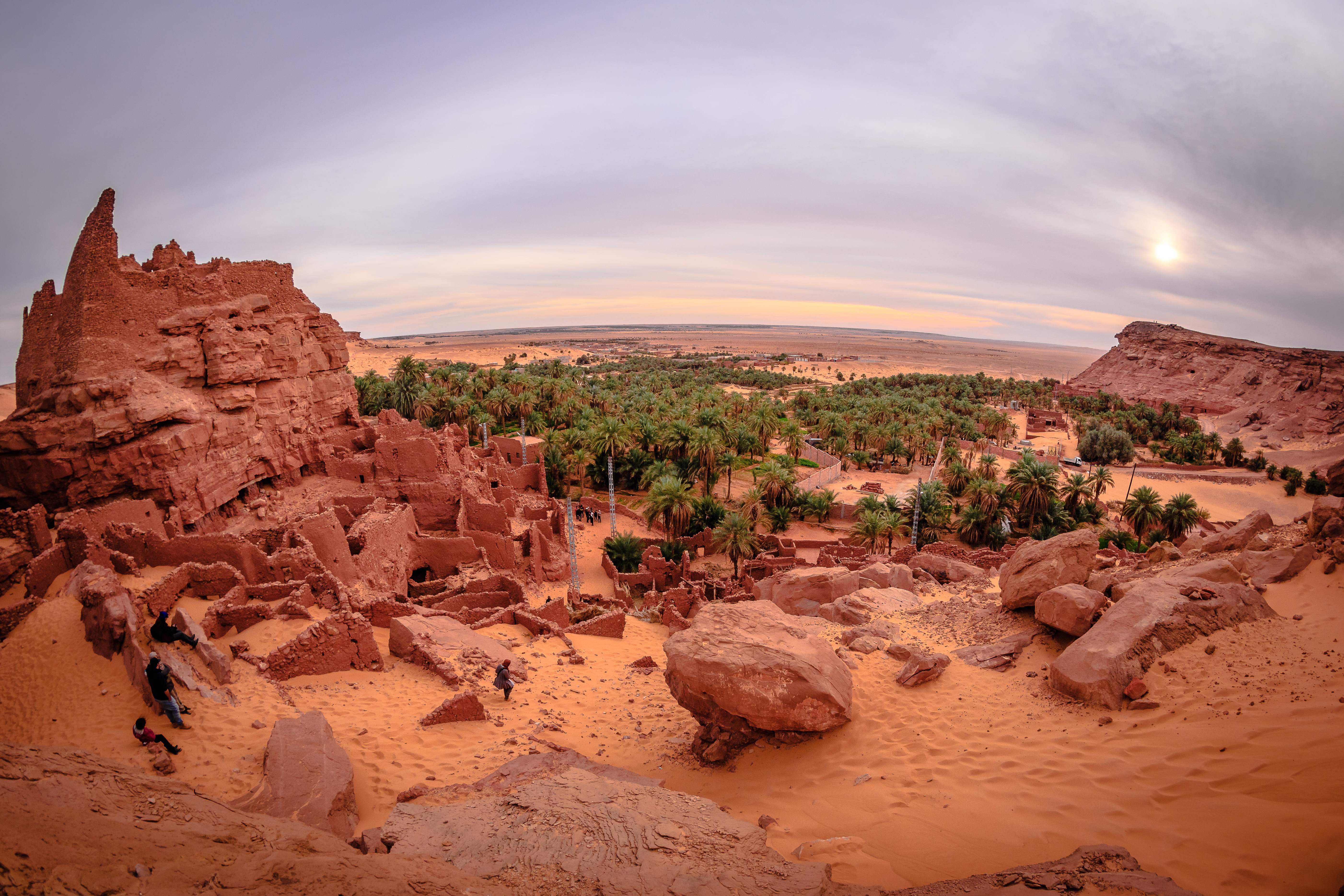
Oase bei Timimoun, Algerien

Eine Oase (von altgriechisch ὄασις óasis „bewohnter Ort“; aus dem Ägyptischen, altägyptisch wḥ3.t „Kochkessel“, „Oase“) ist ein Vegetationsfleck in einer Wüste, üblicherweise an einer Quelle, Wasserstelle, einem Wadi oder am Ende eines von Menschen ausgeschachteten Qanats gelegen.
Oasen können in Größe und im Charakter erheblich variieren: vom kleinen, von Dattelpalmen umgebenen Teich bis hin zu ganzen Städten mit angesiedelten Industrie- und Landwirtschaftsbetrieben. Die traditionelle Wirtschaftsform, bei der verschiedene Kulturen kombiniert werden, ist die „Oasenwirtschaft“.
Als Siedlungsinseln in ansonsten unbesiedelten Räumen der Erdoberfläche werden Oasen geografisch der „Periökumene“ zugeordnet.

## Typen
Oasen werden je nach Herkunft des in ihnen vorkommenden bzw. zu Tage tretenden Wassers unterteilt:

### Flussoase

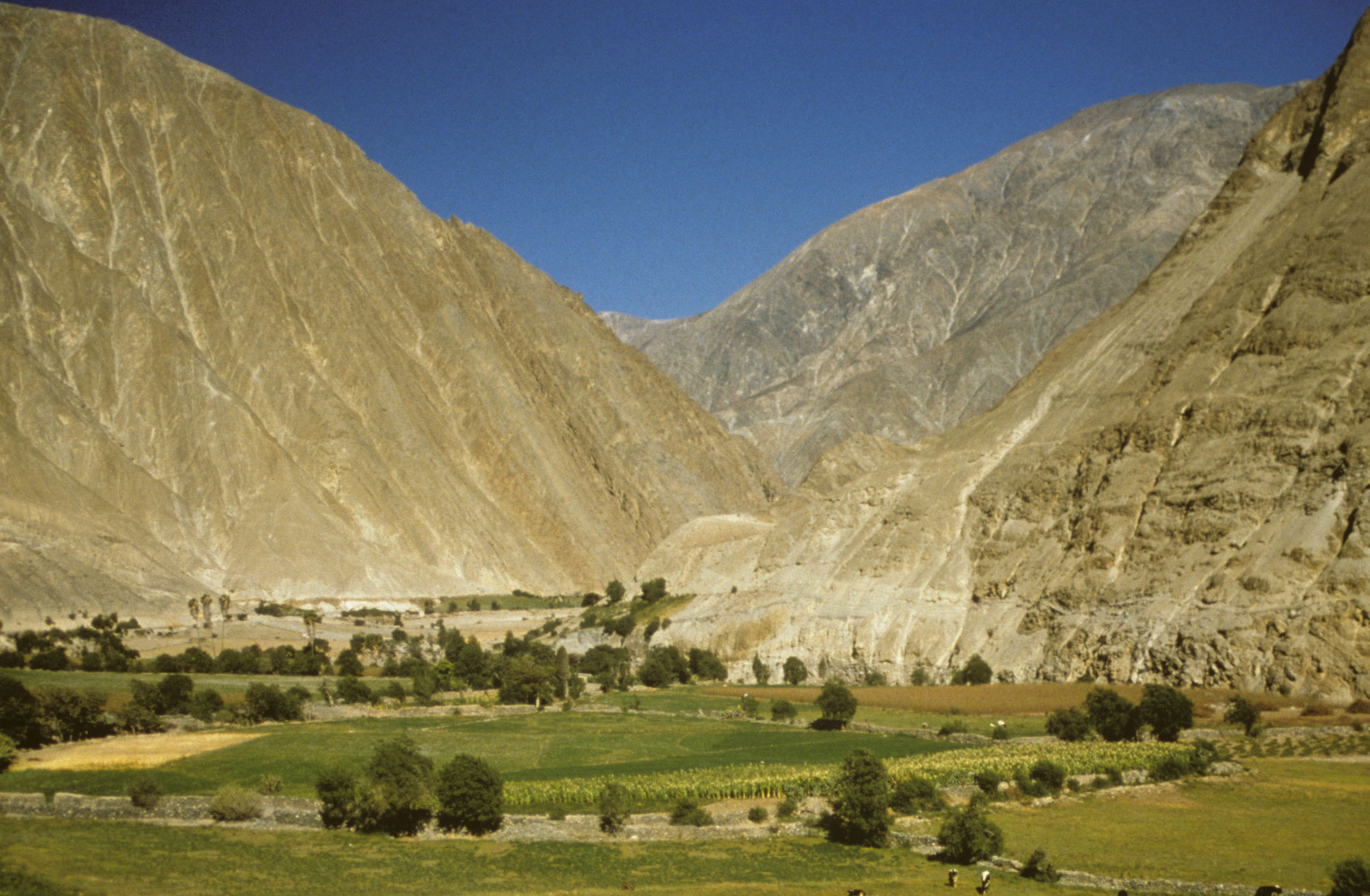
Flussoase bei Paramonga, Peru

Eine Flussoase ist eine eher „unechte“ Oase: Ein „Fremdlingsfluss“ durchfließt ein sonst trockenes Gebiet und ermöglicht dadurch die Besiedlung eines Bereichs der Wüste. Die wohl bekannteste Flussoase ist das Niltal.
Der Fremdlingsfluss transportiert Wasser und Schwemmstoffe aus niederschlagsreichen Gebieten über große Entfernungen und im Zug von Hochwässern setzt sich an den Uferbereichen fruchtbarer Boden ab. Das Flusswasser kann für künstliche Bewässerung verwendet werden; typisch ist, dass Gebiete entlang der Flussoasen altertümliche Bewässerungskulturen hervorgebracht haben – wie z. B. im Alten Ägypten, in der Sumerischen Kultur oder bei den Moche.

### Grundwasseroase
Bei Grundwasseroasen wird mit Hilfe einer Pumpe oder eines Brunnens das Wasser aus der nächsten wasserführenden Schicht an die Oberfläche transportiert. Einige Oasen der Sahara sind Grundwasseroasen und liegen unterhalb des Meeresspiegels.
Niederschlagswasser versickert zum Beispiel im Atlasgebirge. Es sammelt sich über einer wasserundurchlässigen Schicht. Die Grundwasseroase verläuft viele hundert Kilometer bis weit in die Sahara. Dort kann das Wasser durch Brunnen angezapft werden.

#### Foggaraoase
Das Grundwasser eines in der Nähe (bis 30 km) liegenden Gebirges wird durch unterirdisch verlaufende Stollen über viele Kilometer zur Oase geleitet. Zudem werden auch Stollen mit senkrecht nach oben führenden Luftschächten in die Wüste vorgetrieben, um die in den Stollen durch Abkühlung der einströmenden heißen Wüstenluft kondensierende Luftfeuchtigkeit zu nutzen. Darüber hinaus sind die vielen Stollen bei Reparaturarbeiten sehr nützlich (siehe Kanat, Qanat).

#### Ghout
Am Rand von Sandwüsten (ergs) liegt das Grundwasser oft nur wenig unter der Erdoberfläche – in trichterartigen Vertiefungen (ghouts) können Palmwurzeln das Grundwasser erreichen.

### Nebeloase
In Küstenwüsten wie der Atacama tritt häufig Nebel auf, der sich an küstennahen Bergen staut: Einerseits hemmt dieser Nebel die regionale Verdunstung, andererseits kann er lokal von Pflanzen mittels Nebelkondensation genutzt werden.

### Oase mit artesischem Brunnen

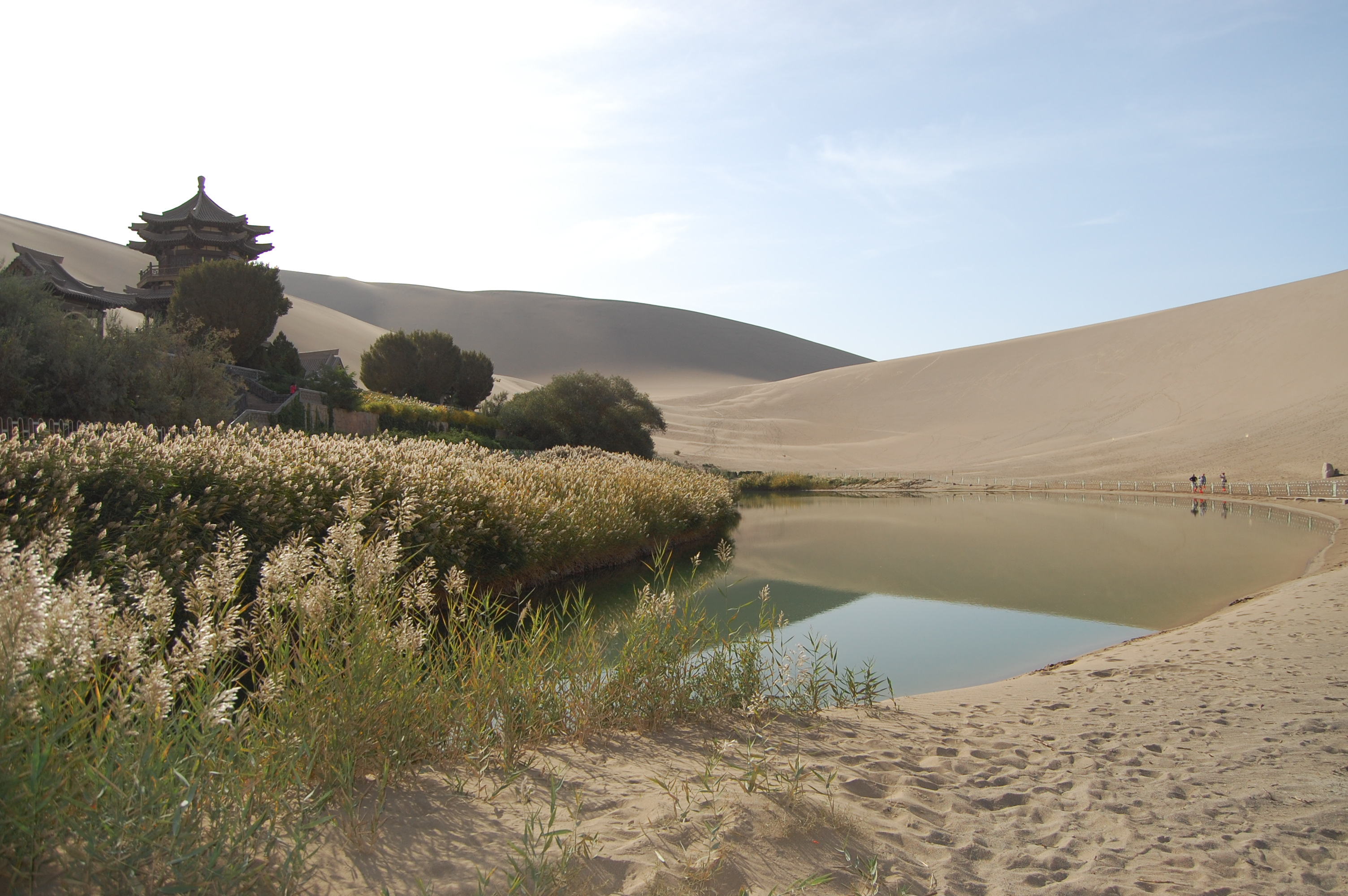
Yueya Quan – durch eine unterirdische Wasserader gespeiste Oase bei Dunhuang in China

Künstliche Oasen auf der Grundlage artesischer Brunnen sind z. B. im südlichen Algerien geschaffen worden: Sie dienen u. a. dem Dattelanbau.

### Quellwasseroase
Bei Regenfällen im Gebirge versickert das Wasser im Erdreich, bis es auf eine, über einer wasserundurchlässigen Schicht liegende, wasserführende Schicht trifft. In ihr fließt es unterirdisch weiter, bis es (in der Wüste) wieder an die Erdoberfläche tritt.

### Tiefbrunnen
Fossiles Wasser wird aus großer Tiefe mit Hilfe von Seilwinden (heute Dieselpumpen) gefördert.

## Bewohner und Nomaden
Etwa bis zum Beginn des 20. Jahrhunderts ergänzten sich die Subsistenzstrategien der sesshaften Oasenbewohner und der Nomaden (z. B. Berber, Tuareg): Die Oasenbewohner tauschten Datteln, Getreide und Wasser gegen Kamele, Schafe und Ziegen als Milch- und Fleischlieferanten. Auch Berberteppiche wurden gehandelt. Für die Nomaden waren die Oasen lebenswichtig: Nur dort konnten sie Wasser und Vorräte bekommen. In den Oasen, die heute über Straßen erreichbar sind, haben moderne Massenwaren den Warenaustausch zwischen Oasenbewohnern und Nomaden ersetzt.

## Oasenwirtschaft

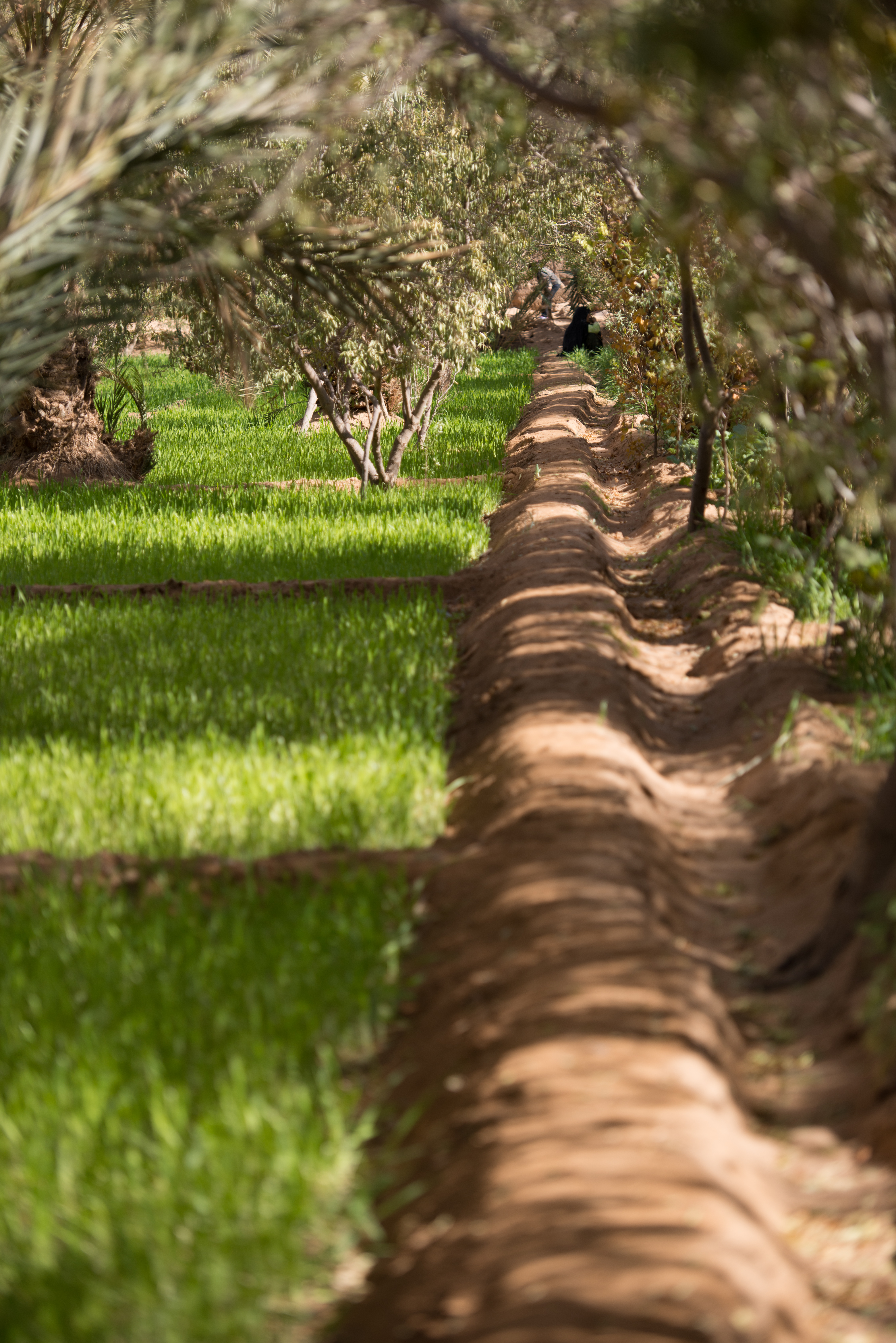
Felder und Bewässerungskanal in Marokko

Die Oasenwirtschaft ist eine sehr intensive Wirtschaftsform innerhalb der Oasen in den Trockengebieten; ihr typisches Kennzeichen ist eine Dreiteilung durch den „Stockwerkbau“: In der untersten Ebene werden Weizen, Gerste, Hirse, verschiedene Gemüsearten, Reis und Futterpflanzen angebaut. In der zweiten Ebene dominieren niedrige Baumkulturen mit z. B. Feigen und Granatäpfeln. Die dritte Ebene bilden Dattelpalmen, deren Früchte den Bewohnern als Nahrungsgrundlage und auch als Exportgüter dienen. Ferner werden Oliven- und Aprikosenbäume angebaut.
Das für die Kulturpflanzen benötigte Wasser wird in manchen Gegenden unterirdisch herbeigeschafft, aber meist in oberirdischen, offenen Kanälen (seguias) nach einem strikt festgelegten Schema verteilt.
Oasen waren früher Versorgungsstellen für Karawanen sowie Handelsplätze der Nomaden und Bauern, die in ihnen einen regen Tauschhandel praktizierten. Seit dem Ende der Kolonialzeit und mit dem Beginn der Erdöl- und Erdgasförderung haben die Oasen an Bedeutung verloren. Dementsprechend gibt es heute nur noch sehr wenige traditionelle Oasen. Eine Marginalisierung ihrer ursprünglichen Bevölkerung verursachen hohe Arbeitsbelastung, Bewässerungstechniken, die Abwanderung aus den Oasen, Sesshaftwerdung der nomadischen Völker, der Untergang des transsaharischen Karawanenverkehrs, der Bedeutungsverlust der Dattel durch veränderte Konsumgewohnheiten sowie Klimaveränderungen und das durch sie verursachte Nachlassen der Wasservorräte.
Einige Oasen im nordafrikanischen Raum haben jedoch einen Strukturwandel erlebt, der auf die Erschließung tiefer liegender Wasserreserven zurückzuführen ist. Dies ermöglichte eine Intensivierung und Ausweitung der Landwirtschaft und des Fremdenverkehrs. Während früher in den Oasen aufgrund ihrer Lage nur Subsistenzwirtschaft möglich war und die Dattel das einzige Exportgut darstellte, ist die landwirtschaftliche Produktion heute verstärkt auf den Markt ausgerichtet worden.
Auch die Oasensiedlungen selbst haben sich verändert. Sie sind nicht nur größer geworden, sondern haben sich auch mehr an den Rand der Oasenflur verlagert. Der Grund hierfür ist vor allem auch der Tourismus, der die wirtschaftliche Situation der Bevölkerung deutlich verbessert. Durch den Wandel und die zunehmende Nachfrage nach Trinkwasser sind die Wasserreserven der Oasen stark bedroht und Wasser wird in den Oasen mehr und mehr zur Mangelware.

### Tourismus
In touristisch genutzten Oasen werden Straßen, Hotels und Sport-/Freizeitflächen errichtet. Die Zahl der Touristen (mit hohen Komfortansprüchen) belastet die Grundwasservorräte der Oasen sehr stark. Dies kann im schlimmsten Fall zur Austrocknung der Oasen und infolgedessen zur Unbewohnbarkeit führen.

## Beispiele

### Afrika
- Adiri, Libyen
- Bahariyya, Ägypten
- Dachla, Ägypten
- Djanet, Algerien
- Draa-Tal, Marokko
- El Tour, Sinai (Halbinsel)
- Farafra, Ägypten
- Figuig, Marokko
- Gaberoun, Libyen
- Ghardaia, Algerien
- Ghadames, Libyen
- Kufra-Oasen, Libyen
- M'zab, Algerien

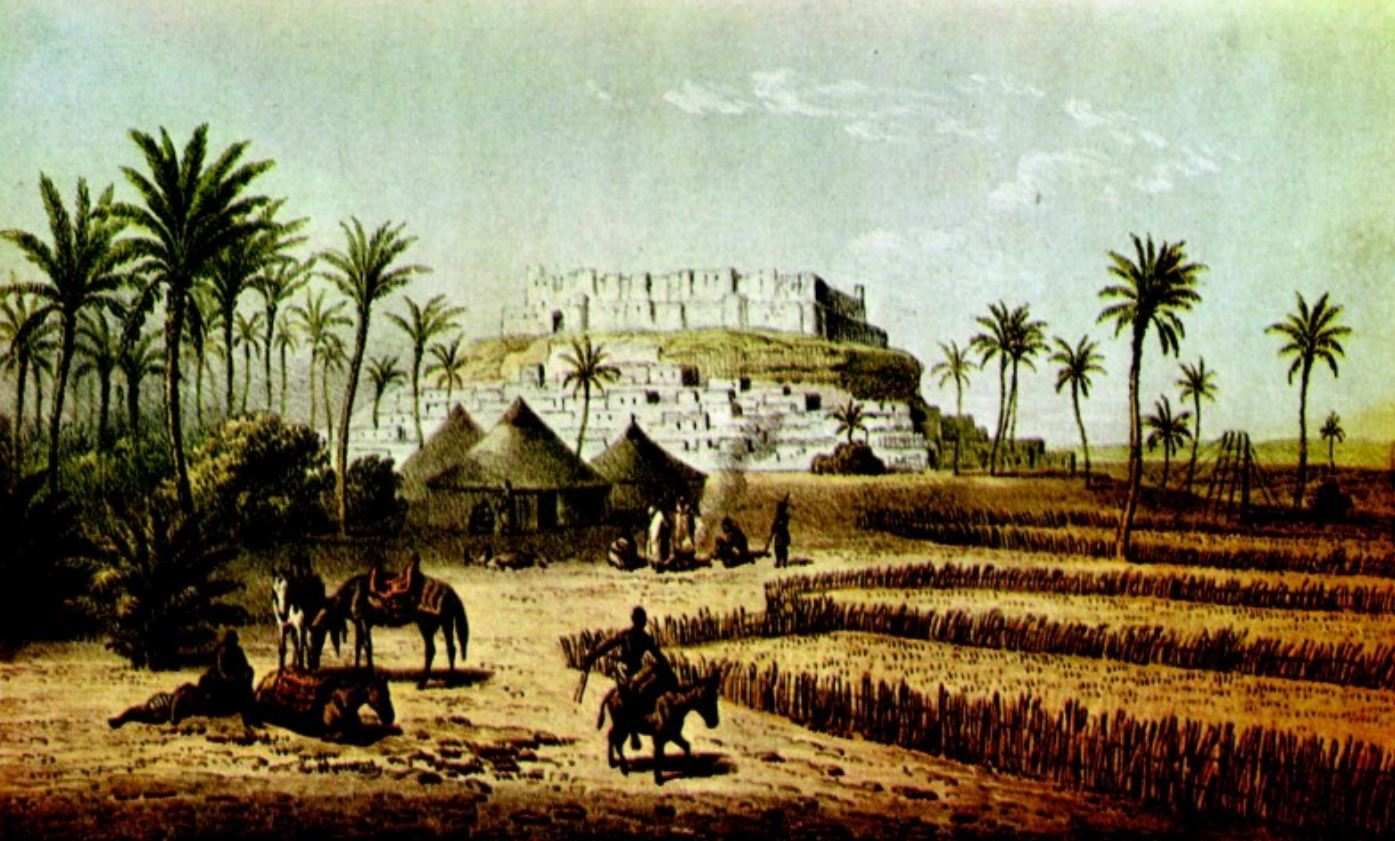
Oase Adiri mit Weizenfeldern und Ksar, um 1850 (illustriert nach einer Skizze von Heinrich Barth)

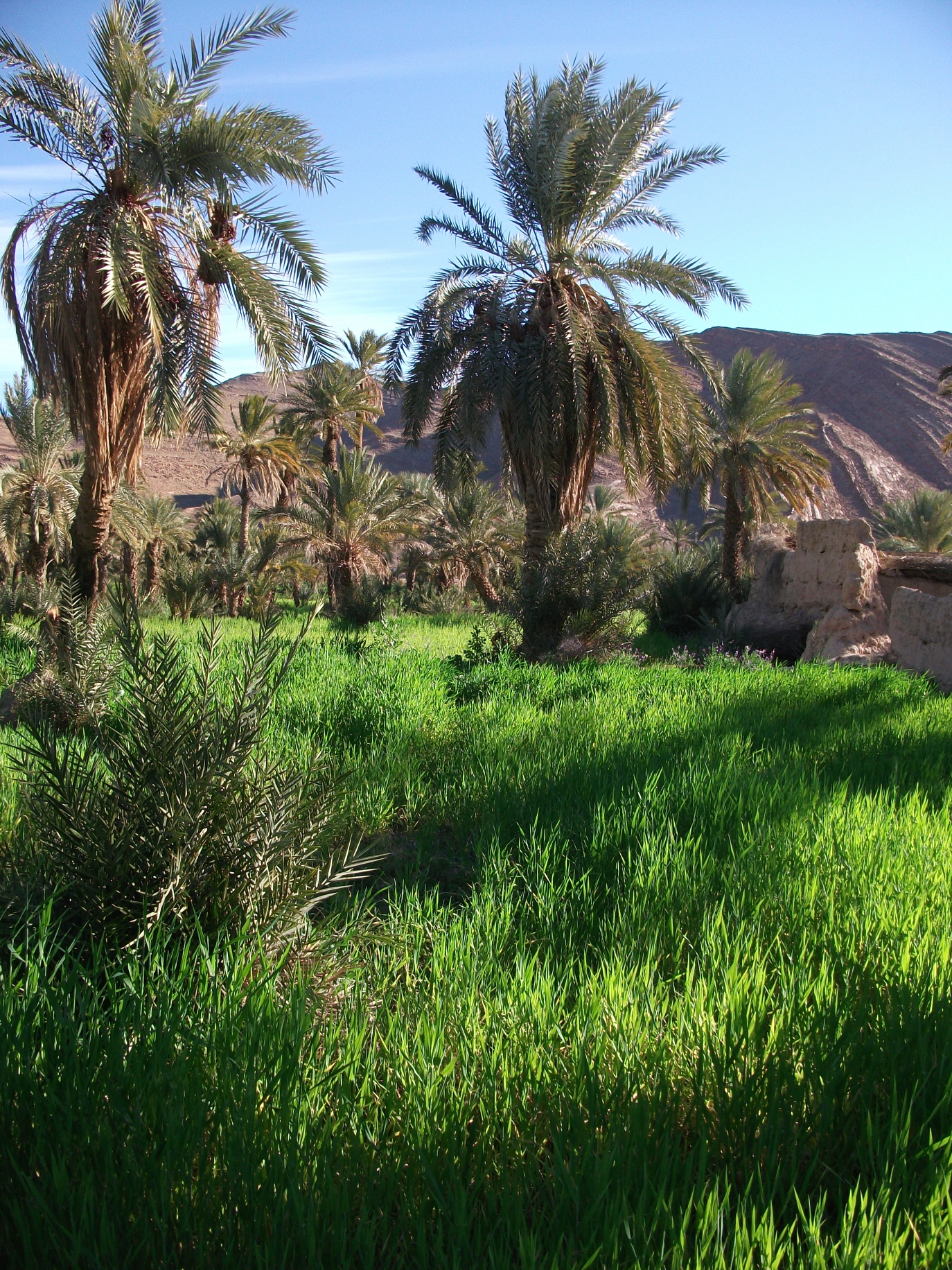
Oasenlandschaft mit zerfallenden Lehmbauten nördlich von Tata (Marokko)

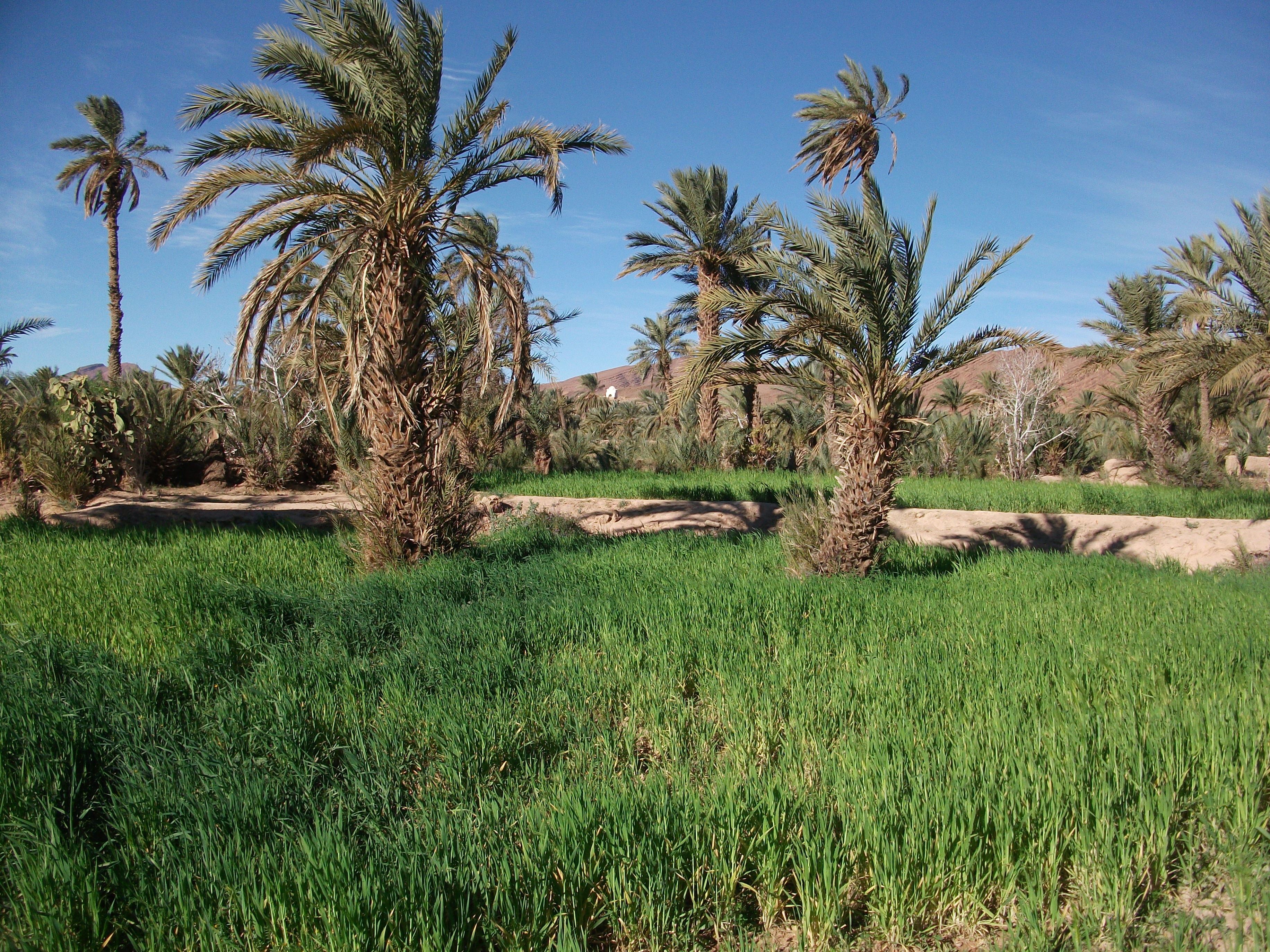
Oasenlandschaft bei Skoura, Marokko

- Niltal und -delta, Ägypten (mit 22.000 km² die größte Oase der Welt)
- Ouargla, Algerien
- Safsaf, Ägypten
- Siwa, Ägypten
- Skoura, Marokko
- Tafilalet, Marokko
- Tafraoute, Marokko
- Tata, Marokko
- Timimoun, Algerien
- Tinerhir, Marokko
- Tozeur, Tunesien
- Twat, Algerien
- Zaouiat Ahansal, Marokko
- Zerzura (eine mythische Oase in Libyen oder Ägypten)
- Ziz-Tal, Marokko

### Amerika

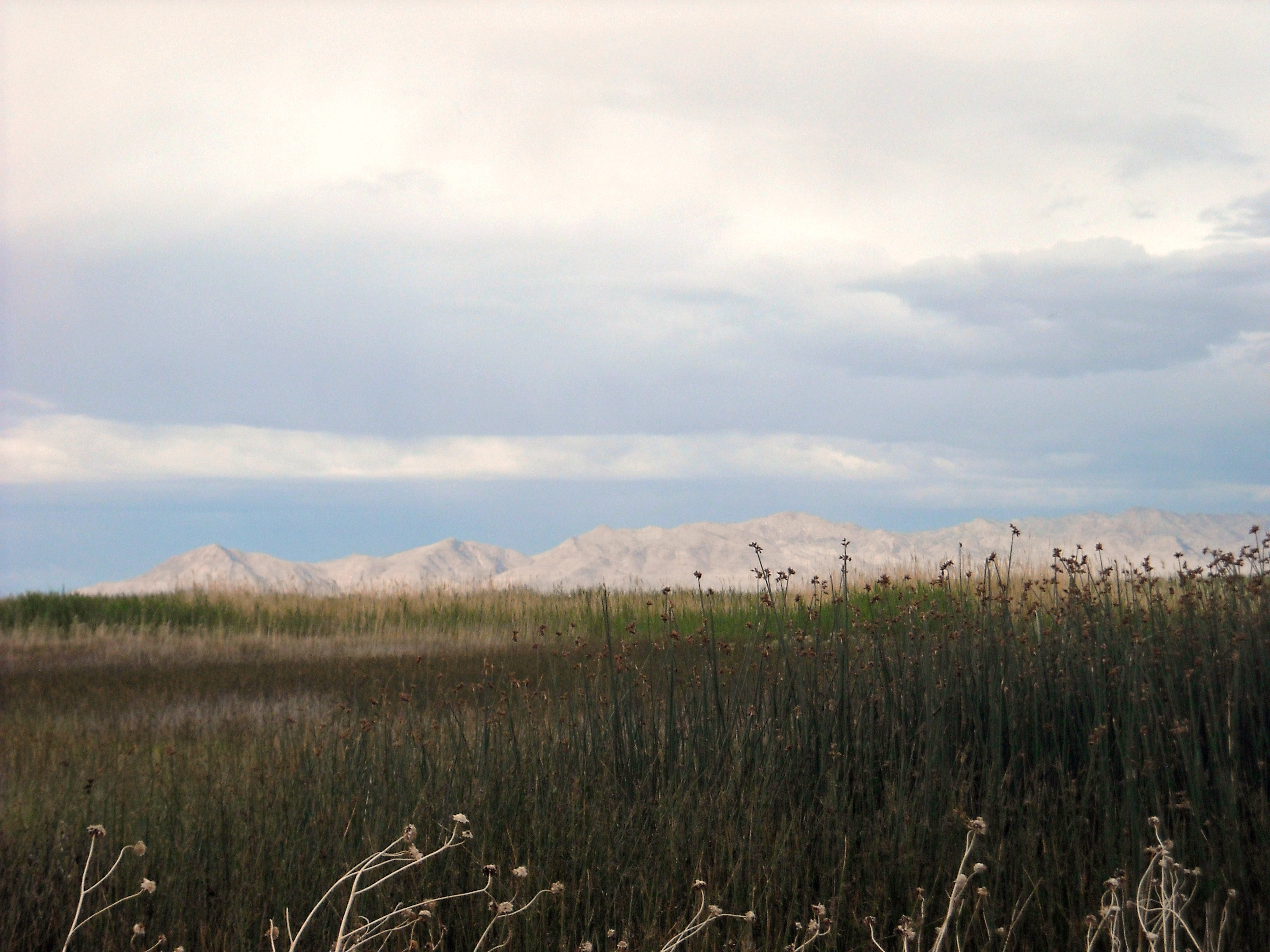
Fish Springs National Wildlife Refuge, Utah, Vereinigte Staaten von Amerika

- Fish Springs National Wildlife Refuge, Vereinigte Staaten von Amerika
- Huacachina, Peru
- La Cienega, Bolivien
- das Tal von Las Vegas, Vereinigte Staaten von Amerika. Einst eine Oase in der Mojave-Wüste, hat es sich in eine Großstadt mit über 1,8 Mio. Einwohnern verwandelt, in der der Las Vegas Strip liegt.
- Mulegé, Baja California Sur, Mexiko
- San Ignacio, Baja California Sur, Mexiko
- San Pedro de Atacama, Chile
- Twentynine Palms, Kalifornien, Vereinigte Staaten von Amerika
- Warm Springs, Nevada, Vereinigte Staaten von Amerika

### Asien
- al-Hasa, die größte Oase in Asien, Saudi-Arabien
- Al-Qatif, Saudi-Arabien, eine große Oase an der Küste des Persischen Golfs
- Azraq, Jordanien
- En Gedi, Israel
- Hamun-See, Iran
- Tabas, Iran
- Choresmien, Usbekistan
- Tejen, Turkmenistan
- Herat, Afghanistan
- Loulan, China
- Miran, China
- Niya, China
- Gaochang, China
- Kagbeni, eine Flussoase in Nepal

### Australien
- Palm Valley, Zentral-Australien